# Notación del parentesco
En la antropología del parentesco, la expresión sistema de notación o notación del parentesco designa al conjunto de símbolos que permiten  o describir de modo preciso el tipo de relaciones y los términos que vinculan un conjunto de personas emparentadas, o bien, la relación que ocupan los unos con los otros. En otras palabras, se trata de un código convencional de uso extendido entre los estudiosos del tema, que permite construir modelos sobre lo que comúnmente se llama en Occidente relaciones familiares y, en el lenguaje especializado de la antropología, relaciones de parentesco. 
Los especialistas emplean dos sistemas de notación distintos y complementarios: uno gráfico que permite la construcción de genealogramas, y otro constituido por una notación alfabética, que permite describir cualquier relación en el diagrama.

## Antropología del parentesco
Los sistemas de notación son especialmente útiles para los antropólogos, aunque pueden ser empleados por cualquier genealogista. Este último se interesa básicamente en el origen de los individuos que componen una parentela, especialmente en el sentido de comprender la estructura de las relaciones entre ellos. Sin embargo, la notación del parentesco es un instrumento que privilegia especialmente las relaciones de filiación y de alianza. Ambos tipos de vínculos sociales son considerados en la antropología como la base de cualquier otra relación al interior de un grupo de parientes. 
En cualquier caso, la notación del parentesco permite la manipulación teórica del objeto de interés de la antropología especializada en el campo, facilitando la tarea analítica de los interesados en las relaciones parentales en un contexto social dado. Es importante llamar la atención a que el enfoque principal del instrumento se centra en las posiciones relativas entre los individuos.

## Terminología general
Los antropólogos emplean un repertorio de términos técnicos con el propósito de designar los rasgos característicos de una relación en un determinado sistema de parentesco. Entre estos términos se encuentran los siguientes:
- Ego: se denomina así al individuo que sirve de referencia en un genealograma o árbol genealógico. En otras, palabras, Ego es el centro de un análisis genealógico. De esta suerte, cuando se emplea la expresión la hija del hermano de la madre, se puede saber que se trata de la prima de Ego a quien se está refiriendo el analista.
- Lateralidad: las personas se encuentran adscritas a una parentela por cualquiera de las siguientes tres maneras: patrilateralidad, cuando la relación con el grupo de parentesco se determina por la relación entre Ego, su padre, el padre de su padre y así sucesivamente en sentido ascendente; matrilateralidad, si Ego se relaciona con sus parientes por medio de los miembros femeninos del grupo; y por último, bilateralidad, cuando se reconoce socialmente la pertenencia de Ego tanto a la familia de origen de su padre como a la de su madre.
- Primos paralelos: son los hijos de los hermanos del mismo sexo de cada uno de los padres de Ego. Una prima paralela paterna es la hija del hermano del padre de Ego; por su parte, son primos paralelos maternos los hijos de la hermana de la madre de Ego.
- Primos cruzados: son los hijos de los hermanos del sexo opuesto de cada uno de los padres de Ego. Los primos cruzados paternos de Ego son los hijos de las hermanas del padre; en tanto que sus primos cruzados maternos son los hijos del hermano de su madre.

Aunque a los ojos de una cultura como la Occidental, donde el parentesco parece haber perdido buena parte de su importancia social, existen y han existido sociedades donde conocer todos estos detalles de las reglas de parentesco organizan asuntos tan vitales en las biografías de sus miembros como la pertenencia a un linaje, el derecho a la herencia o la sucesión en los roles sociales de los ancestros, e incluso determinan o excluyen a ciertas personas del grupo de probables cónyuges. En este último sentido, hay pueblos que privilegian la unión matrimonial entre primos cruzados y consideran incestuosa la unión entre primos paralelos; otras, en sentido contrario, prohíben la unión entre primos cruzados y consideran que una pareja ideal está compuesta por dos primos paralelos.

## Sistema de notación gráfica
Cuando un investigador intenta conceptualizar un sistema de parentesco específico, se presenta la necesidad de reproducir el conjunto de relaciones de parentesco mediante un esquema genealógico. Por ello, se ha definido un conjunto de símbolos convencionales para describir gráficamente las relaciones al interior de una parentela. 

### Códigos y normas
Hay que considerar que los símbolos que se presentan abajo no han sido reconocidos de modo oficial por la comunidad científica, entre otras cosas, por la gran diversidad de sistemas de parentesco que demandan flexibilidad a los sistemas de notación. Sin embargo, son de uso más o menos común en todos los trabajos que abordan el parentesco. 
- Normas de representación de los sujetos:

| Sexo indistinto |  |  | Fallecido   |   |
| Sexo masculino  |  |  | Primogénito | + |
| Sexo femenino   |  |  | Menor       | – |
- Normas de representación de los lazos de parentesco:

| Relación                  | Símbolo | Ejemplo | Anotaciones |
| ------------------------- | ------- | ------- | --- |
| Relación de alianza       | o       | o       | Por ejemplo, la relación existente en la sociedad occidental entre una mujer y su marido                                   |
| Relación de germanidad[1] |         |         | Por ejemplo, la relación entre hermanos y hermanas                                                                         |
| Relación de filiación     | \|      |         | Por ejemplo, la relación entre un niño y sus padres                                                                        |
| Alianza disuelta          |         |         | Por ejemplo, un divorcio                                                                                                   |
| Alianzas posteriores      | o       |         | Por ejemplo, la segunda esposa en un sistema que acepta la poligamia; o las segundas nupcias de una divorciada o un viudo. |